# جیغ (ترانه گرلز جنریشن)
«جیغ» (کره‌ای: 훗) ترانه‌ای  از گروه موسیقی گرلز جنریشن است که به‌عنوان تک‌آهنگ آغازین سومین آلبوم چندآهنگه آ‌ن‌ها، جیغ،  منتشر شد. «جیغ» نهمین آهنگ پرفروش گروه شد و در صدر نمودارهای مختلف آفلاین و آنلاین قرار گرفت. «جیغ» در ۲۵ اکتبر ۲۰۱۰ منتشر شد. نسخه ژاپنی نیز در اولین آلبوم ژاپنی آنها با نام گرلز جنریشن، در ابتدای ژوئن ۲۰۱۱ منتشر شد.

## زمینه
این ترانه در ابتدا با عنوان «ضد گلوله» و با اشعار انگلیسی نوشته شده بود. ترانهٔ «جیغ» توسط آهنگسازان دانمارکی مارتین مایکل لارسون و لارس هالوور جنسن به همراه آهنگساز انگلیسی الکس جیمز با هدف ایجاد «ترانهٔ پرانرژی و جذاب برای یک هنرمند یا گروه زن» ساخته شد. نسخهٔ نمایشی این آهنگ در انگلستان نوشته و ضبط شد و نینا وودفورد آوازش را خواند و سپس در دانمارک به پایان رسید. ناشر آنها، پله لیدل از گروه انتشارات موسیقی جهانی، آهنگ را با موفقیت به اس.ام. داد تا گرلز جنریشن آن را منتشر کند. جنسن بعداً به HitQuourth گفت: «ما می‌دانستیم که این ترانه قوی‌ست و خیلی اوقات شما باید صبور باشید تا هنرمند مناسب را پیدا کنید، تا در زمان مناسب، آن را اجرا کند. گرلز جنریشن هنرمند مناسب ما بود.» سپس این ترانه به کره‌ای ترجمه شد، اما برخی از کلمات نسخۀ اصلی انگلیسی مانند «دردسر، دردسر، دردسر» را دربرداشت.
رینو ناکازون طراح رقص این ترانه بود.
طبق نظرسنجی گالوپ کره، «جیغ» به عنوان محبوب‌ترین آهنگ کره جنوبی در سال ۲۰۱۰ انتخاب شد.

## دست‌اندرکاران
- گرلز جنریشن – آواز
- ته‌یئون – آواز اصلی، آواز پس زمینه
- جسیکا – آواز اصلی، آواز پس زمینه
- سانی – آواز، آواز پس زمینه
- تیفانی – آواز رهبر، آواز پس زمینه
- هیویئون – آواز
- یوری – آواز
- سویانگ – آواز
- یونآ – آواز
- سئوهیون – آواز رهبر